# Oscylator stochastyczny
Oscylator stochastyczny (K%D) jest wskaźnikiem momentum używanym w analizie technicznej, wyprowadzony przez George'a Lana w 1950,  do porównywania cen zamknięcia do zakresu cen w danym okresie. Wskaźnik STS bazuje na spostrzeżeniu, że podczas trendów wzrostowych ceny zamknięcia kształtują się na ogół blisko górnej granicy swych wahań, zaś w trendach spadkowych zbiżają się do dolnej granicy tego zakresu. W tym oscylatorze używa się dwóch linii – %K i %D.

## Sposób liczenia wskaźnika.
{\displaystyle \%K=100{\frac {cena\ zamkniecia(aktualna)-cena\ minimalna(n)'}{cena\ maksymalna(n)'-cena\ minimalna(n)'}}}
n – Ilość okresów
' – Cena maksymalna lub minimalna z określonej liczby okresów wstecz
%D to 3-okresowa średnia linii %K (tzw. szybki oscylator stochastyczny).
Po zastosowaniu tych wzorów powstają dwie linie oscylujące na pionowej skali od 0 do 100. podobnie jak w przypadku RSI wartości skrajne wyznaczane są poziomami 80 i 20. Negatywna dywergencja istnieje wówczas, gdy linia D znajduje się powyżej poziomu 80, tworząc dwa opadające wierzchołki, przy nadal rosnących cenach. Natomiast, dywergencja pozytywna pojawia się w sytuacji, gdy linia D znajduje się poniżej poziomu 20 i kształtuje dwa wznoszące się dołki, przy spadających cenach. Sygnał sprzedaży pojawia się wówczas, gdy szybsza linia %K przecina wolniejszą linię %D powyżej poziomu 80, a sygnał kupna pojawia się wówczas, gdy linia %K przecina linię %D od dołu, tzn. poniżej poziomu 20.